# Жолобово (Московская область)
Жолобово — деревня в Рузском районе Московской области, входящая в состав Старорузского сельского поселения. Население — 2 жителя на 2006 год. До 2006 года Жолобово входило в состав Комлевского сельского округа.
Деревня расположена в центре района, в 4 км к юго-западу от Рузы, высота центра деревни над уровнем моря 192 м. Ближайшие населённые пункты в 2,5 км — Ватулино на юго-восток, Брыньково и Сытьково — на северо-восток.